# Heilig-Kreuz-Kirchhof

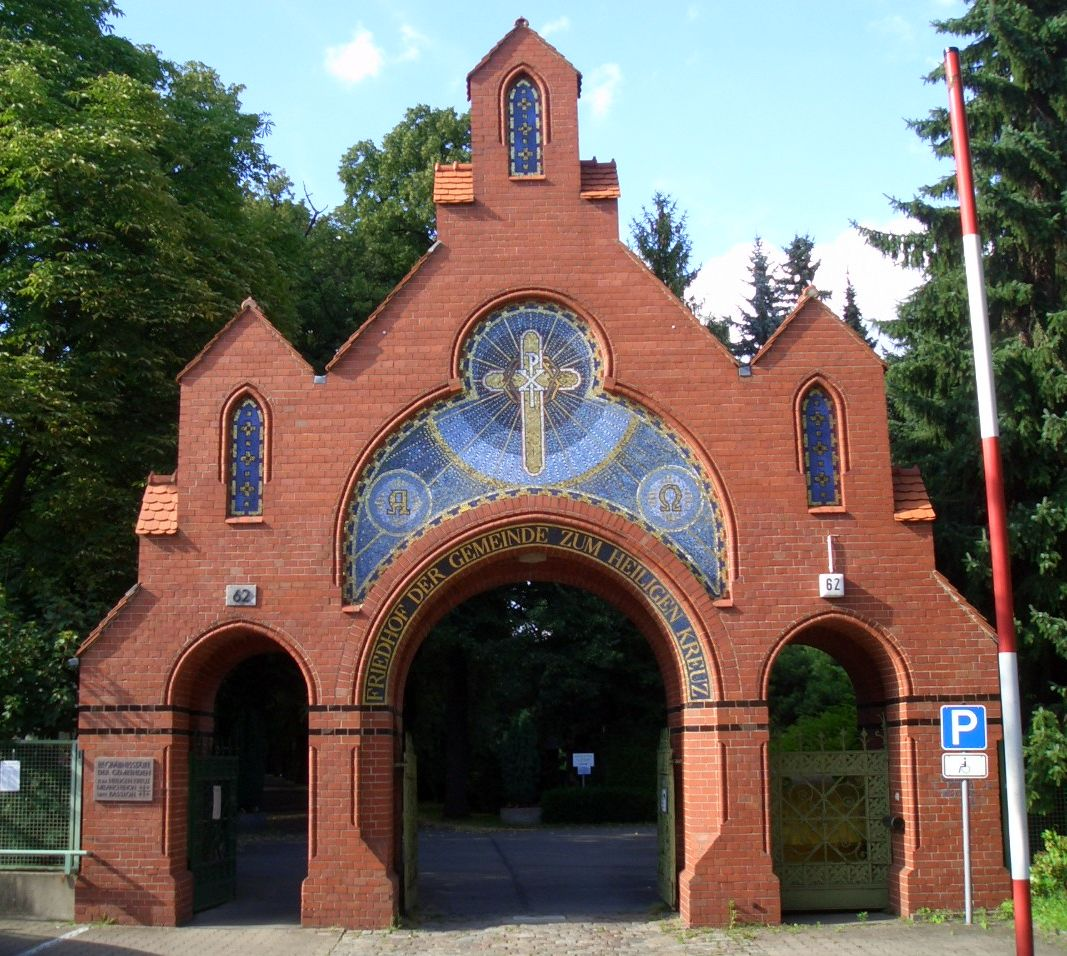
Eingangstor an der Eisenacher Straße

Der evangelische Heilig-Kreuz-Kirchhof (auch Friedhof zum Heiligen Kreuz) ist ein Friedhof in Berlin-Mariendorf, Eisenacher Straße 62 (12109 Berlin).

## Geschichte

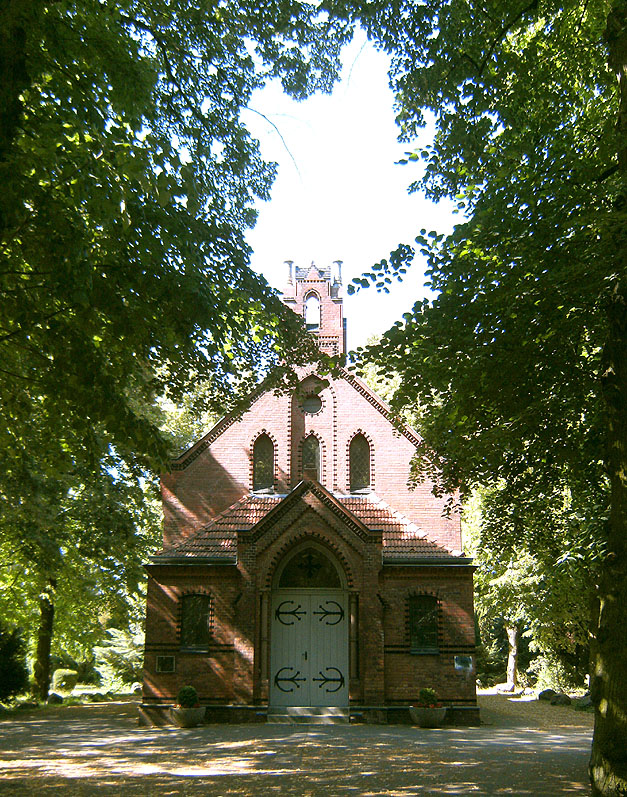
Friedhofskapelle

Die Heilig-Kreuz-Gemeinde in Berlin-Kreuzberg kaufte im damals noch zum Kreis Teltow gehörenden Mariendorf Land auf und hat dort im Jahr 1890 den Friedhof eingeweiht. 1892–1893 wurde die von dem Stadtbauinspektor Gustav Erdmann geplante Friedhofskapelle als neugotischer Backsteinbau errichtet. Das Friedhofswärter-Wohnhaus neben dem Haupteingang wurde 1893–1894 und das aus Backstein gemauerte und mit Mosaiken verzierte Eingangstor 1902–1903 errichtet.
Seit 2003 befindet sich der griechisch-orthodoxe Friedhof Die Auferstehung auf einem Teil des Friedhofs.
Der Friedhof, die Kapelle mit der Leichenhalle, das Wohnhaus des Friedhofswärters sowie die Einfriedung und das Portal stehen unter Denkmalschutz.

## Bekannte Grab- und Mahnstätten
- Anlage für Opfer des Ersten und Zweiten Weltkriegs
- Siegmund Jaroch (1926–2016), Bezirksbürgermeister, Stadtältester
- Max von Kawaczynski (1860–1912), Hof-Medailleur und Künstler[2]
- Adolf Mast (1873–1967), Politiker, Stadtältester, Ehrengrab des Landes Berlin 2G4-1-23/24
- Karl Friedrich Otto Ruß (1833–1899), Fachbuchautor im Bereich Vögel, besonders der Vogelhaltung des 19. Jahrhunderts
- Rudolf Wissell (1869–1962), SPD-Politiker, Ehrengrab des Landes Berlin (2-W Erb. 105)